# Daoud Bousbiba
Daoud Bousbiba (sinh 15 tháng 1 năm 1995 ở Amsterdam) là một cầu thủ bóng đá Hà Lan thi đấu ở vị trí tiền vệ cánh cho Gazişehir Gaziantep ở TFF First League.